# Emmesomyia ignobilis
Emmesomyia ignobilis är en tvåvingeart som först beskrevs av Stein 1913.  Emmesomyia ignobilis ingår i släktet Emmesomyia och familjen blomsterflugor. Inga underarter finns listade i Catalogue of Life.